# Osiedle Rusa
Osiedle Rusa – osiedle mieszkaniowe i zarazem jednostka obszarowa Systemu Informacji Miejskiej (SIM), wchodząca w skład większej jednostki obszarowej Chartowo, leżące na terenie jednostki pomocniczej Osiedle Chartowo, w Poznaniu. Cechą charakterystyczną tego osiedla są trzy bloki, jedne z najwyższych budynków w Poznaniu oraz dwa podłużne bloki 11-kondygnacyjne, w tym pod numerem 121-138 najdłuższy budynek w Poznaniu i Wielkopolsce (437 metrów, 828 mieszkań, 1652 mieszkańców) znajdujący się naprzeciw centrum handlowego M1, poznańskiego browaru i szpitala przy ulicy Szwajcarskiej. Położone jest blisko Jeziora Maltańskiego. Liczbę mieszkańców szacuje się na około 10 000.

## Toponimia
Nazwa osiedla powstała od imienia Rusa, legendarnego protoplasty Rusinów. Rus był bratem Lecha i Czecha, od których imion pochodzą nazwy sąsiednich osiedli.

## Historia
Teren budowy planowanego osiedla został przekazany generalnemu wykonawcy dnia 16 czerwca 1976 roku, zaś pod koniec 1976 roku rozpoczęto budowę ciągów kanalizacyjnych: sanitarnych, deszczowych i drenażowych. Uzbrojenie terenu wykonywano etapami, z uwagi na przeszkody (m.in. gospodarstwo rolne w miejscu obecnych budynków 16-kondygnacyjnych).
Łącznie zaprojektowano 13 budynków 5-kondygnacyjnych, 2 budynki 11-kondygnacyjne, 3 budynki 18-kondygnacyjne, o łącznej liczbie 2768 mieszkań, 9831 izb mieszkalnych dla około 10 160 mieszkańców.
W marcu 1977 roku wykopami pod blok nr 101-114 rozpoczęto budowę Osiedla Rusa, pod roboczą nazwą B, z podziałem na zadania B-1 (część zachodnia) i B-2 (część wschodnia). Budynki budowane były według nowego normatywu w systemie „Rataje-76”, z segmentów S-10 i S-11 (budynki 5-kondygnacyjne), S-12 i S-13 (budynki 11-kondygnacyjne).
Stan budynków na osiedlu według pierwotnego projektu przedstawia się następująco:
| numer roboczy budynku | numer adresowy | liczba kondygnacji | początek budowy | ukończono | mieszkań / wejście | wejść | mieszkań / kondygnację | razem mieszkań | uwagi |
| --------------------- | -------------- | ------------------ | --------------- | --------- | ------------------ | ----- | ---------------------- | -------------- | --- |
| 1                     | 15-22          | 5                  |                 |           | 10                 | 8     | 2                      | 80             | |
| 2                     | 49-52          | 5                  |                 |           | 10                 | 4     | 2                      | 40             | |
| 3                     | 43-48          | 5                  |                 |           | 10                 | 6     | 2                      | 60             | Rusa 43/2 – koncentrator wyniesiony CSAD centrali ul. Piłsudskiego (TP S.A.) |
| 4                     | 23-30          | 5                  |                 |           | 10                 | 8     | 2                      | 80             | |
| 5                     | 31-34          | 5                  |                 |           | 10                 | 4     | 2                      | 40             | |
| 6                     | 35-42          | 5                  |                 |           | 10                 | 8     | 2                      | 80             | |
| 7                     | 62-71          | 5                  |                 | 1978      | 10                 | 10    | 2                      | 100            | |
| 8                     | 72-75          | 5                  | 1977            |           | 10                 | 4     | 2                      | 40             | |
| 9                     | 76-85          | 5                  | 1977            |           | 10                 | 10    | 2                      | 100            | |
| 10                    | 86-95          | 5                  | 1977            |           | 10                 | 10    | 2                      | 100            | |
| 11                    | 96-100         | 5                  | marzec 1977     |           | 10                 | 5     | 2                      | 50             | |
| 12                    | 115-119        | 5                  | 1977            |           | 10                 | 5     | 2                      | 50             | nieoznaczony na mapach numerem zadania |
| 13                    | 101-114        | 5                  | marzec 1977     | 1977      | 10                 | 14    | 2                      | 140            | pierwszy budynek na Osiedlu Rusa |
| 14                    | 121-138        | 11                 |                 | (1982)    | 44                 | 18    | 4                      | 792            | Najdłuższy budynek w Poznaniu (435m); W Kronice Miasta Poznania budynek ma numery 125-138                                                                                                 |
| 15                    | 1-10           | 11                 |                 | (1980)    | 44 66              | 1 9   | 4 6                    | 46 603         | |
| 16                    | 11             | 16                 |                 | (1986)    | 128                | 1     | 8                      | 128            | |
| 17                    | 12             | 16                 |                 | (1988)    | 128                | 1     | 8                      | 128            | |
| 18                    | 13             | 16                 |                 | (1988)    | 128                | 1     | 8                      | 128            | |
| 19                    | 56             | 3                  | sierpień 1980   | 1981 1982 |                    |       |                        |                | Szkoła Podstawowa nr 6; według planów szkoła środowiskowa |
| 19a                   |                |                    |                 |           |                    |       |                        |                | nie zrealizowano |
| 20                    |                | 3                  |                 |           |                    |       |                        |                | niezrealizowana szkoła satelitarna z przedszkolem |
| 21                    | (14)           | 2                  |                 |           |                    |       |                        |                | niezrealizowane przedszkole; obecnie w tym miejscu blok mieszkalny |
| 22                    | 120            | 2                  |                 |           |                    |       |                        |                | Przedszkole Nr 150 |
| 23                    | (53)           | 3                  |                 |           |                    |       |                        |                | niezrealizowany żłobek; obecnie w tym miejscu blok mieszkalny |
| 24                    |                |                    |                 |           |                    |       |                        |                | niezrealizowany pawilon handlowy |
| 24a                   | 58             | 1                  |                 |           |                    |       |                        |                | pawilon handlowy |
| 25                    | 25a            |                    |                 |           |                    |       |                        |                | budowy nie ukończono; obecnie Hospicjum Palium |
| 26                    |                | 4                  |                 |           |                    |       |                        |                | brak informacji w planach osiedla |
|                       | 54             | 1                  |                 |           |                    |       |                        |                | pawilony handlowo-usługowe |
|                       | 57             | 1                  |                 |           |                    |       |                        |                | apteka |
|                       | 59             |                    |                 |           |                    |       |                        |                | kościół parafii pw św. Łukasza Ewangelisty |
|                       |                |                    |                 |           |                    |       |                        |                | niezrealizowany Zespół Szkół Ponadpodstawowych |
|                       |                |                    |                 |           |                    |       |                        |                | niezrealizowany parking wielopoziomowy (13000m²) |
|                       |                |                    |                 |           |                    |       |                        |                | niezrealizowana stacja obsługi samochodów ze stacją paliw (690m²) |
| plan                  | plan           | plan               | plan            | plan      | plan               | plan  | plan                   | 2768           | |
| RAZEM                 | RAZEM          | RAZEM              | RAZEM           | RAZEM     | RAZEM              | RAZEM | RAZEM                  | 2785           | rozbieżność z danymi planowanymi wynika z niejednorodności numeracji wewnątrz klatki schodowej m.in. w blokach 11-kondygnacyjnych, przeznaczania lokali mieszkalnych na przedszkola, itp. |

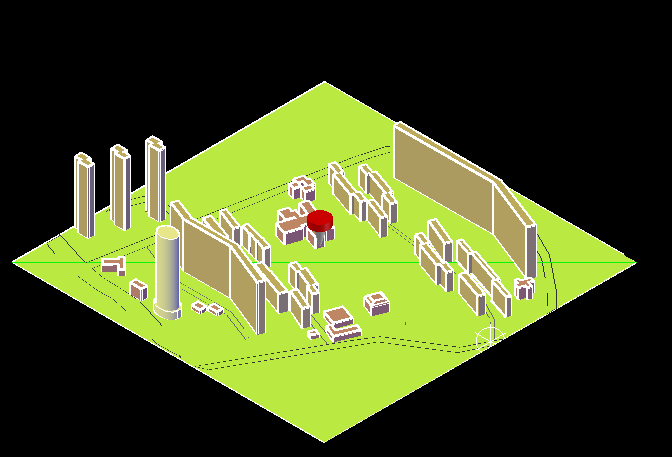
Widok na osiedle od strony południowo-zachodniej

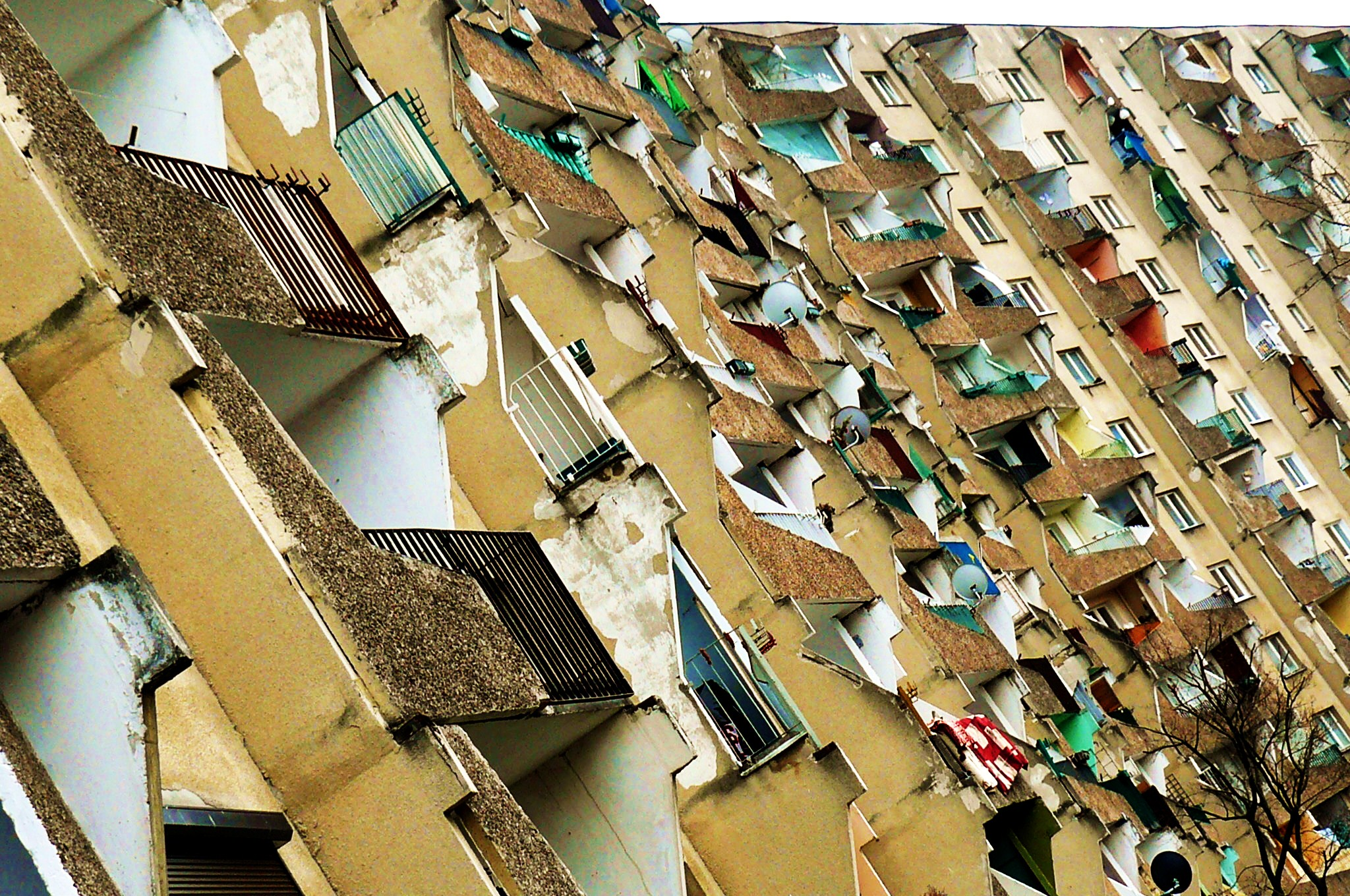
Fragment Osiedla Rusa

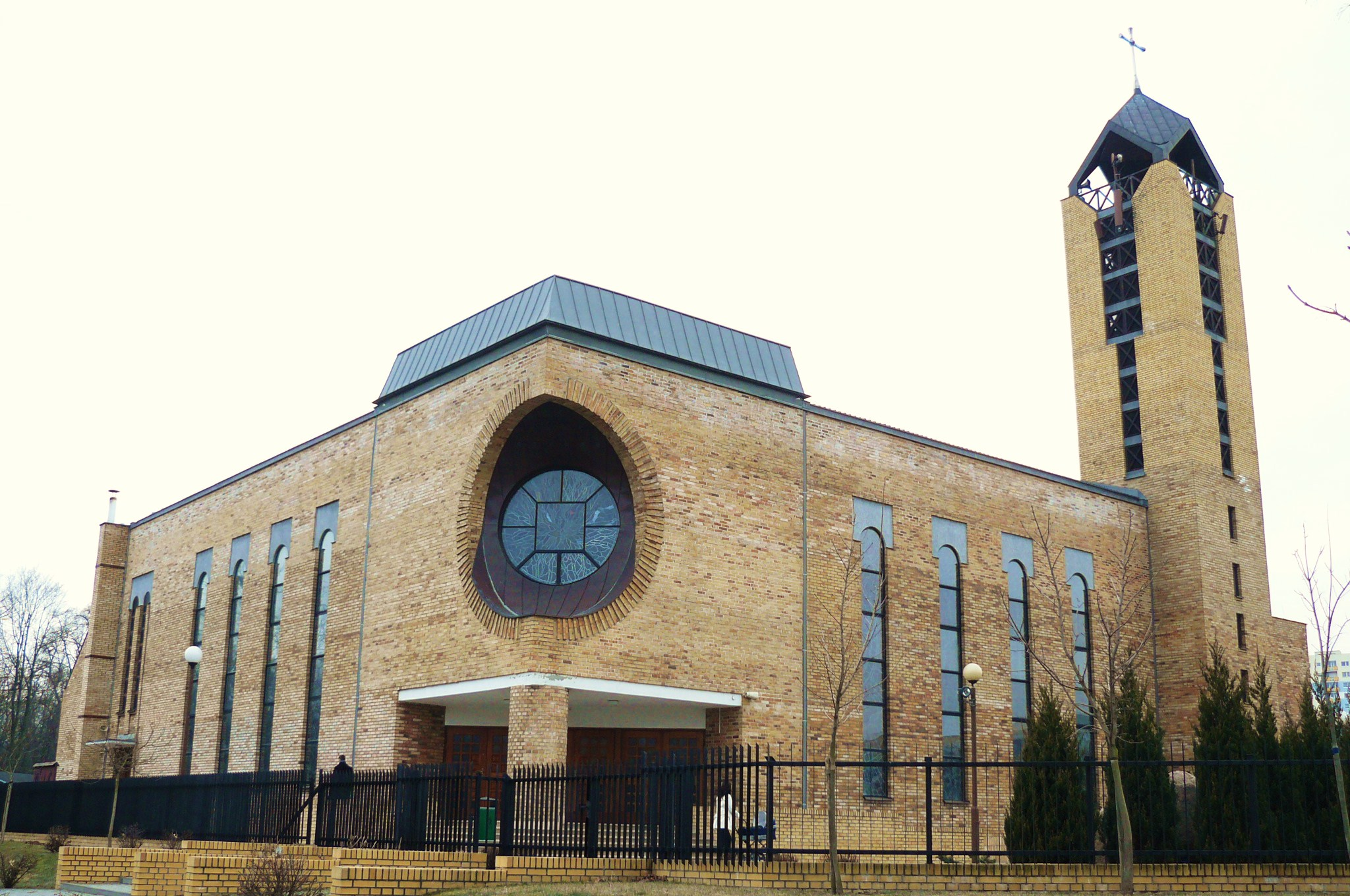
Kościół św. Łukasza Ewangelisty

Budowę Osiedla Rusa relacjonowała Kronika Miasta Poznania w ramach Kroniki budowy Nowej Dzielnicy Mieszkaniowej „Rataje” (do sprawozdania z roku 1977).
W późniejszych latach na terenie osiedla powstały także inne budynki mieszkalne:
| adres       | liczba kondygnacji | początek budowy | ukończono | mieszkań / wejście | wejść | mieszkań / kondygnację | razem mieszkań | uwagi              |
| ----------- | ------------------ | --------------- | --------- | ------------------ | ----- | ---------------------- | -------------- | ------------------ |
| Chartowo 29 | 18                 | 1996            | 2000      | 210                | 1     |                        | 210            | Chartowo Tower     |
| Rusa 53     | 6                  |                 | (2008)    | 42                 | 1     |                        | 42             | inwestor Warlimeks |

## Oświata
- Szkoła Podstawowa nr 6 im. Hipolita Cegielskiego (Osiedle Rusa 56) – zaprojektowana przez Teresę Mycko-Golec i oddana do użytku 1 września 1982[4]; 5 stycznia 1985 wręczono jej sztandar w obecności prawnuczki patrona – Zofii Cegielskiej-Doerffer[5],
- Przedszkole nr 150 „Baśniowy Dom” (Osiedle Rusa 120),
- Przedszkole nr 161 im. Księcia Przemysława (Osiedle Rusa 7, w bloku).

## Kościół
Na osiedlu znajduje się kościół rzymskokatolicki parafii pw. św. Łukasza Ewangelisty (osiedle Rusa 59).

## Komunikacja
Osiedle Rusa posiada połączenie komunikacyjne autobusowe i tramwajowe:
- Linie tramwajowe[6]

-  1 Junikowo – Franowo
-  16 Osiedle Sobieskiego – Franowo
-  18 Franowo – Ogrody
-  201 Osiedle Sobieskiego – Unii Lubelskiej (linia nocna)
-  202 Osiedle Sobieskiego – Franowo (linia nocna)

- Linie autobusowe MPK[8]

-  152 Rondo Rataje – Darzybór
-  166 Rondo Rataje – Zieliniec
-  181 Rondo Rataje – Krzywoustego
-  184 Rondo Rataje – Termy Maltańskie (wyznaczone kursy do pętli Nowe ZOO)
-  212 Rondo Kaponiera – Szwajcarska Szpital (linia nocna)
-  218 Rondo Kaponiera – Szwajcarska Szpital (wyznaczone kursy do pętli Franowo) (linia nocna)
-  222 Starołęka – Mogileńska (linia nocna)

W roku 2011 rozpoczęto budowę trasy tramwajowej łączącej dawną pętlę Osiedle Lecha z projektowaną zajezdnią na Franowie. Projekt trasy zgodny jest z projektem opracowanym jeszcze w latach 70. XX wieku. Zgodnie z nim trasa przebiega w tunelu w południowej części osiedla wzdłuż ul. Piaśnickiej. Trasę otwarto 11 sierpnia 2012.

## Obiekty na osiedlu
- w północnej części osiedla, wzdłuż ul. Kurlandzkiej znajduje się skanalizowana rzeka Chartynia,
- do czasu budowy trasy tramwajowej na Franowo na pasie zieleni między blokami a ul. Piaśnicką rosły drzewa owocowe (pozostałości sadów),
- na najwyższych budynkach osiedla usytuowane były neony z jego nazwą. W latach 80. dość często obserwowano tam awarie doprowadzające do wyświetlania napisu „Osiedle USA”[9][10].